# Bulbophyllum octarrhenipetalum
Bulbophyllum octarrhenipetalum är en orkidéart som beskrevs av Johannes Jacobus Smith. Bulbophyllum octarrhenipetalum ingår i släktet Bulbophyllum och familjen orkidéer. Inga underarter finns listade i Catalogue of Life.